# Nature Reviews Cancer
Nature Reviews Cancer ist eine monatlich erscheinende Fachzeitschrift, die von der Nature-Verlagsgruppe herausgegeben wird. Die Erstausgabe erschien im Oktober 2001. Die Zeitschrift veröffentlicht Artikel zu aktuellen Themen aus allen Bereichen der Onkologie: Krebsentstehung und Krebsprävention, Krebsdiagnostik, Zelltod (Apoptose), genomische Instabilität, Angiogenese, Metastasierung, konventionelle Ansätze in der Krebsdiagnose und -therapie, neue Ansätze in der Krebstherapie, experimentelle Systeme und Techniken, Krebs-assoziierte Erkrankungen sowie ethische, legale und soziale Themen, die mit der Krebsforschung in Zusammenhang stehen.
Der Impact Factor des Journals lag im Jahr 2015 bei 34,244. Nach der Statistik des ISI Web of Knowledge wird das Journal mit diesem Impact Factor in der Kategorie Onkologie an zweiter Stelle von 213 Zeitschriften geführt.
Herausgeberin ist Nicola McCarthy, die hauptberuflich für die Zeitschrift arbeitet.